# Symphurus ommaspilus
Symphurus ommaspilus är en fiskart som beskrevs av Böhlke, 1961. Symphurus ommaspilus ingår i släktet Symphurus och familjen Cynoglossidae. Inga underarter finns listade i Catalogue of Life.